# Laura Pigossi
Laura Pigossi Herrmann de Andrade (San Paolo, 2 agosto 1994) è una tennista brasiliana.

## Biografia
Vincitrice di 10 titoli nel singolare e 43 titoli nel doppio nel circuito ITF, l'11 agosto 2022 ha raggiunto la sua migliore posizione nel singolare, numero 100. Il 3 febbraio 2020 ha raggiunto il miglior piazzamento mondiale nel doppio alla posizione nº 125.
Giocando per il Brasile in Fed Cup, Laura Pigossi ha un record vittorie-sconfitte di 3-2.
Alle Olimpiadi di Tokyo 2020, gareggia assieme a Luisa Stefani nel doppio femminile: le due brasiliane riescono ad arrivare fino in semifinale, battendo specialiste del doppio come Mattek-Sands e Dabrowski nel percorso; nel penultimo atto, cedono alle svizzere Bencic/Golubic in due set; tuttavia, nella finalina per il bronzo, Pigossi/Stefani riescono a sconfiggere le finaliste di Wimbledon in carica Kudermetova/Vesnina per [11-9] al match-tiebreak, conquistando così la medaglia di bronzo, la prima della storia del Brasile nel tennis olimpico.
Nel 2022, Pigossi raggiunge la sua prima finale WTA in singolare in quel di Bogotà. Partendo dalle qualificazioni, batte Daniela Vismane (4-6 7-5 6-1), You Xiaodi (6-2 6-3), Harmony Tan (6-4 6-3), Ekaterine Gorgodze (6-3 6-2), Dajana Jastrems'ka (6-2 4-6 7-6(3)) e la campionessa in carica Camila Osorio (7-5 7-6(2)). Nell'ultimo atto, si arrende alla tedesca Tatjana Maria, col punteggio di 3-6 6-4 2-6.

## Difesa e influenza sociale
Oltre alle sue prestazioni nel tennis, Pigossi è stata un'avvocata per un maggiore supporto e visibilità per i tennisti brasiliani. I suoi sforzi sottolineano la necessità di un maggior investimento in infrastrutture, formazione e risorse per gli atleti in tutto il Brasile. Attraverso la sua influenza, lavora attivamente per cambiare la percezione e le opportunità per il tennis brasiliano, sperando di garantire alle generazioni future l'accesso a migliori condizioni. 

## Eredità e contributo allo sport brasiliano
L'impatto di Laura Pigossi va oltre i confini dei campi da tennis. Come modello, il suo impegno per lo sport brasiliano, la sua difesa di migliori risorse e il suo impulso per un cambiamento positivo l'hanno posizionata come una figura influente nella cultura sportiva brasiliana. Continua a ispirare atleti e appassionati, incarnando il potenziale degli atleti brasiliani di ottenere un riconoscimento internazionale. 

## Statistiche WTA

### Singolare

#### Sconfitte (1)
| Legenda              |
| -------------------- |
| Grande Slam (0)      |
| Argenti Olimpici (0) |
| WTA Finals (0)       |
| WTA Elite Trophy (0) |
| Dal 2021             |
| WTA 1000 (0)         |
| WTA 500 (0)          |
| WTA 250 (0)          |

| N. | Data           | Torneo                  | Superficie  | Avversaria in finale | Punteggio     |
| 1. | 10 aprile 2022 | Copa Colsanitas, Bogotà | Terra rossa | Tatjana Maria        | 3–6, 6–4, 2–6 |

### Doppio

#### Vittorie (0)
| Legenda              |
| -------------------- |
| Grande Slam (0)      |
| Ori Olimpici (0)     |
| WTA Finals (0)       |
| WTA Elite Trophy (0) |
| Dal 2021             |
| WTA 1000 (0)         |
| WTA 500 (0)          |
| WTA 250 (0)          |

| N. | Data           | Torneo                           | Superficie | Compagna      | Avversarie in finale               | Punteggio        |
|    | 31 luglio 2021 | Bronzo ai Giochi olimpici, Tokyo | Cemento    | Luisa Stefani | Veronika Kudermetova Elena Vesnina | 4–6, 6–4, [11–9] |

#### Sconfitte (1)
| Legenda              |
| -------------------- |
| Grande Slam (0)      |
| Argenti Olimpici (0) |
| WTA Finals (0)       |
| WTA Elite Trophy (0) |
| Dal 2021             |
| WTA 1000 (0)         |
| WTA 500 (0)          |
| WTA 250 (1)          |

| N. | Data          | Torneo                  | Superficie  | Compagna   | Avversarie in finale               | Punteggio        |
| 1. | 6 aprile 2025 | Copa Colsanitas, Bogotà | Terra rossa | Irina Bara | Cristina Bucșa Sara Sorribes Tormo | 7-5, 2-6, [5-10] |

## Circuito WTA 125

### Singolare

#### Vittorie (1)
| N. | Data            | Torneo                       | Superficie  | Avversaria in finale | Punteggio |
| 1. | 3 dicembre 2023 | Argentina Open, Buenos Aires | Terra rossa | María Carlé          | 6-3, 6-2  |

### Doppio

#### Vittorie (1)
| N. | Data            | Torneo                         | Superficie  | Compagna        | Avversarie in finale                   | Punteggio   |
| 1. | 7 dicembre 2024 | MundoTenis Open, Florianópolis | Terra rossa | Maja Chwalińska | Nicole Fossa Huergo Valerija Strachova | 7-6(3), 6-3 |

#### Sconfitte (2)
| N. | Data             | Torneo                         | Superficie  | Compagna        | Avversarie in finale           | Punteggio        |
| 1. | 31 marzo 2024    | San Luis Open, San Luis Potosí | Terra rossa | Katarzyna Piter | Anna Bondár Tamara Zidanšek    | w/o              |
| 2. | 1º dicembre 2024 | Argentina Open, Buenos Aires   | Terra rossa | Mayar Sherif    | Maja Chwalińska Katarzyna Kawa | 4-6, 6-3, [7-10] |

## Statistiche ITF

### Singolare

#### Vittorie (10)
| Torneo $100.000 (0) |
| Torneo $80.000 (0)  |
| Torneo $75.000 (0)  |
| Torneo $60.000 (2)  |
| Torneo $50.000 (1)  |
| Torneo $40.000 (1)  |
| Torneo $25.000 (2)  |
| Torneo $15.000 (2)  |
| Torneo $10.000 (3)  |

| N.  | Data              | Torneo                                                       | Superficie  | Rivale               | Risultato        |
| 1.  | 16 settembre 2012 | ITF Women's Circuit São José dos Campos, São José dos Campos | Terra rossa | Maria Fernanda Alves | 6–2, 0–6, 7–5    |
| 2.  | 8 giugno 2014     | Mundial de Tênis de Campos do Jordão, Campos do Jordão       | Cemento     | Victoria Bosio       | 4–6, 6–1, 7–6(2) |
| 3.  | 28 novembre 2015  | ITF Women's Pereira, Pereira                                 | Terra rossa | Victoria Bosio       | 5–7, 6–0, 6–2    |
| 4.  | 26 marzo 2016     | Circuito Feminino Future de Tênis, São José do Rio Preto     | Terra rossa | Fernanda Brito       | 6–1, 7–5         |
| 5.  | 14 febbraio 2021  | ITF Women´s Villena, Villena                                 | Cemento     | Ekaterina Jašina     | 3–6, 6–0, 6–4    |
| 6.  | 14 marzo 2021     | KPIT MSLTA ITF Womens Tennis Tournament, Pune                | Cemento     | Marianna Zakarljuk   | 6–0, 3–6, 7–6(5) |
| 7.  | 31 ottobre 2021   | Women's Guayaquil Open, Guayaquil                            | Terra rossa | Katharina Gerlach    | 6–0, 6–2         |
| 8.  | 5 agosto 2023     | Engie Open, Feira de Santana                                 | Cemento     | Jana Kolodjnska      | 6-1, 6-4         |
| 9.  | 2 marzo 2024      | Wiphold International, Pretoria                              | Cemento     | Hanne Vandewinkel    | 6-2, 4-6, 7-5    |
| 10. | 6 ottobre 2024    | São Paulo Torneio Internacional de Tênis Feminino, San Paolo | Terra rossa | Beatrice Ricci       | 6(3)-7, 6-3, 6-3 |

#### Sconfitte (11)
| Torneo $100.000 (0) |
| Torneo $80.000 (0)  |
| Torneo $75.000 (0)  |
| Torneo $60.000 (1)  |
| Torneo $50.000 (0)  |
| Torneo $40.000 (0)  |
| Torneo $25.000 (4)  |
| Torneo $15.000 (3)  |
| Torneo $10.000 (3)  |

| N.  | Data              | Torneo                                                                   | Superficie  | Rivale                       | Risultato        |
| 1.  | 28 luglio 2013    | ITF Women's Circuit São José dos Campos, São José dos Campos             | Terra rossa | Montserrat González          | 3–6, 2–6         |
| 2.  | 2 novembre 2013   | ITF Women's Circuit Caracas, Caracas                                     | Cemento     | Verónica Cepede Royg         | 2–6, 2–6         |
| 3.  | 17 ottobre 2015   | Circuito Feminino de Tenis, San Paolo                                    | Terra rossa | María Fernanda Álvarez Terán | 6–2, 5–7, 4–6    |
| 4.  | 10 aprile 2016    | Circuito Feminino de Tenis do Estado de São Paulo, São José do Rio Preto | Terra rossa | Paula Ormaechea              | 4–6, 1–6         |
| 5.  | 19 febbraio 2017  | Hammamet Open, Hammamet                                                  | Terra rossa | Julia Grabher                | 7–6(5), 2–6, 2–6 |
| 6.  | 12 marzo 2017     | Circuito Feminino Future de Tênis, San Paolo                             | Terra rossa | Irina Chromačëva             | 1–6, 2–6         |
| 7.  | 10 febbraio 2019  | Calvia ITF World Tennis Tour, Palma Nova                                 | Terra rossa | Júlia Payola                 | 2–6, 4–6         |
| 8.  | 17 febbraio 2019  | Soho Square Egypt, Sharm el-Sheikh                                       | Cemento     | Anna Morgina                 | 3–6, 2–6         |
| 9.  | 14 ottobre 2019   | Governor's Cup Lagos, Lagos                                              | Cemento     | Sada Nahimana                | 6–2, 4–6, 3–6    |
| 10. | 19 settembre 2021 | Open Medellin, Medellín                                                  | Terra rossa | Emiliana Arango              | 0–6, 0–6         |
| 11. | 6 novembre 2022   | Barranquilla Open, Barranquilla                                          | Cemento     | Panna Udvardy                | 2–6, 5–7         |

### Doppio

#### Vittorie (43)
| Torneo $100.000 (1) |
| Torneo $80.000 (0)  |
| Torneo $75.000 (0)  |
| Torneo $60.000 (2)  |
| Torneo $50.000 (0)  |
| Torneo $40.000 (0)  |
| Torneo $25.000 (21) |
| Torneo $15.000 (7)  |
| Torneo $10.000 (12) |

| N.  | Data              | Torneo                                                             | Superficie  | Compagna                     | Avversarie in finale                           | Punteggio            |
| 1.  | 27 agosto 2011    | Circuito Feminino de Tenis do Estado de São Paulo, Mogi das Cruzes | Terra rossa | Flávia Dechandt Araújo       | Eduarda Piai Karina Venditti                   | 7–6(3), 4–6, [12–10] |
| 2.  | 17 settembre 2011 | ITF Women's Circuit São José dos Campos, São José dos Campos       | Terra rossa | Flávia Dechandt Araújo       | María Irigoyen Carla Lucero                    | 3–6, 7–5, [10–8]     |
| 3.  | 15 settembre 2012 | ITF Women's Circuit São José dos Campos, São José dos Campos       | Terra rossa | Maria Fernanda Alves         | Paula Feitosa Nathália Rossi                   | 6–0, 6–3             |
| 4.  | 22 settembre 2012 | Femenino Professional Colombia, Bogotà                             | Terra rossa | Yuliana Lizarazo             | Blair Shankle Laura Ucrós                      | 6–2, 6–2             |
| 5.  | 3 agosto 2013     | São Paulo Challenger de Tênis, San Paolo                           | Terra rossa | Carolina Zeballos            | Nathália Rossi Luisa Stefani                   | 6–3, 6–4             |
| 6.  | 12 ottobre 2013   | ITF Women's Circuit Asuncion, Asunción                             | Terra rossa | Florencia Molinero           | Vanesa Furlanetto Carolina Zeballos            | 5–7, 6–4, [10–8]     |
| 7.  | 30 novembre 2013  | Internacional Femenil Monterrey, Monterrey                         | Cemento     | Florencia Molinero           | Indy de Vroome Lenka Wienerová                 | 7–5, 7–5             |
| 8.  | 14 dicembre 2013  | Copa 350 Anos Correios, Mata de São João                           | Terra rossa | Paula Cristina Gonçalves     | Montserrat González Carolina Zeballos          | 6–2, 6–2             |
| 9.  | 21 dicembre 2013  | Mundial de Tenis Feminino da Riviera, Bertioga                     | Cemento     | Paula Cristina Gonçalves     | Verónica Cepede Royg María Irigoyen            | 4–6, 6–2, [10–7]     |
| 10. | 7 giugno 2014     | Mundial de Tênis de Campos do Jordão, Campos do Jordão             | Terra rossa | Nathália Rossi               | Victoria Bosio Ana Clara Duarte                | 6–4, 6–2             |
| 11. | 27 settembre 2014 | Ciudad de Juárez Open, Ciudad Juárez                               | Terra rossa | Mariana Duque Mariño         | Ioana Loredana Roșca Lenka Wienerová           | 6–1, 3–6, [10–4]     |
| 12. | 25 aprile 2015    | Zurich Jalisco Open, Guadalajara                                   | Cemento     | Marcela Zacarías             | Maria Fernanda Alves Renata Zarazúa            | 6–1, 6–2             |
| 13. | 5 settembre 2015  | Livesport Prague Open, Praga                                       | Terra rossa | Zuzana Luknárová             | Jana Jablonovská Vendula Žovincová             | 6–3, 6(4)–7, [10–6]  |
| 14. | 3 ottobre 2015    | Torneo Internacional Femenino ITF Santa Fe, Santa Fe               | Terra rossa | María Fernanda Álvarez Terán | Catalina Pella Daniela Seguel                  | 2–6, 6–2, [10–3]     |
| 15. | 17 ottobre 2015   | Circuito Feminino de Tenis, San Paolo                              | Terra rossa | María Fernanda Álvarez Terán | Melina Ferrero Carla Lucero                    | 6–3, 4–6, [10–5]     |
| 16. | 14 novembre 2015  | Caracas Tennis Open, Caracas                                       | Cemento     | Catalina Pella               | Jaqueline Cristian Aymet Uzcátegui             | 5–7, 6–1, [10–4]     |
| 17. | 21 novembre 2015  | Caracas Tennis Open, Caracas                                       | Cemento     | Catalina Pella               | Julieta Estable Ana Victoria Gobbi Monllau     | 1–1, rit.            |
| 18. | 27 novembre 2015  | Profesional Femenino Pereira, Pereira                              | Terra rossa | Jaqueline Cristian           | Maria Fernanda Herzao Gonzalez Daniella Roldan | 7–5, 6–3             |
| 19. | 30 maggio 2016    | Hódmezővásárhely Ladies Open, Hódmezővásárhely                     | Terra rossa | Nadia Podoroska              | Irina Maria Bara Lina Gjorcheska               | 6–3, 6–0             |
| 20. | 6 giugno 2016     | Pavlov Cup, Minsk                                                  | Terra rossa | Ulrikke Eikeri               | Ilona Kramen' Iryna Šymanovič                  | 6–2, 6–4             |
| 21. | 29 luglio 2016    | Torneio Internacional de Campos do Jordão, Campos do Jordão        | Cemento     | Ingrid Gamarra Martins       | Maria Fernanda Alves Luisa Stefani             | 6–3, 3–6, [10–8]     |
| 22. | 19 settembre 2016 | Chang ITF Thailand Pro Circuit Hua Hin, Hua Hin                    | Cemento     | Jana Sizikova                | Wei Zhanlan Zhao Qianqian                      | 6–3, 2–6, [10–4]     |
| 23. | 30 settembre 2016 | Hua Hin Open, Distretto di Hua Hin                                 | Cemento     | Katarzyna Kawa               | Kamonwan Buayam Lee Pei-chi                    | 7–5, 6(4)–7, [10–6]  |
| 24. | 4 dicembre 2016   | ITF Women's Circuit Castellón de la Plana, Castellón de la Plana   | Terra rossa | Jessika Ponchet              | Arabela Fernández Rabener Isabelle Wallace     | 6–1, 6–3             |
| 25. | 21 gennaio 2017   | Hammamet Open, Hammamet                                            | Terra rossa | María Teresa Torró Flor      | Cristina Dinu Jana Sizikova                    | 6–2, 6–4             |
| 26. | 28 gennaio 2017   | Hammamet Open, Hammamet                                            | Terra rossa | Despoina Papamichaīl         | Victoria Muntean Sun Xuliu                     | 6–3, 4–6, [10–5]     |
| 27. | 17 marzo 2018     | Hammamet Open, Hammamet                                            | Terra rossa | Oana Gavrilă                 | Melanie Klaffner Oana Georgeta Simion          | 7–5, 6(6)–7, [11–9]  |
| 28. | 24 marzo 2018     | Hammamet Open, Hammamet                                            | Terra rossa | Montserrat González          | Camilla Scala Isabella Šinikova                | 6–2, 6–0             |
| 29. | 5 maggio 2018     | Tbilisi Open, Tbilisi                                              | Terra rossa | Tereza Mihalíková            | Svjatlana Piraženka Erika Vogelsang            | 6–4, 6–1             |
| 30. | 27 maggio 2018    | Torneig Internacional Els Gorchs, Les Franqueses del Vallès        | Cemento     | Giuliana Olmos               | Raluca Șerban Pranjala Yadlapalli              | 6–4, 6–4             |
| 31. | 7 luglio 2018     | Torneo Internazionale Femminile Antico Tiro a Volo, Roma           | Terra rossa | Renata Zarazúa               | Anastasia Grymalska Giorgia Marchetti          | 6–1, 4–6, [13–11]    |
| 32. | 28 luglio 2018    | Porto Open, Porto                                                  | Terra rossa | Montserrat González          | Cristina Bucșa Ramu Ueda                       | 7–5, 6–0             |
| 33. | 16 febbraio 2019  | Soho Square Egypt, Sharm el-Sheikh                                 | Cemento     | Anna Morgina                 | Nika Šjtkouskaja Anastasija Suchotina          | 6–2, 6–2             |
| 34. | 30 marzo 2019     | Circuito Feminino Future de Tênis, Campinas                        | Terra rossa | Danka Kovinić                | Carolina Meligeni Rodrigues Alves Gabriela Cé  | 6–3, 6–2             |
| 35. | 12 ottobre 2019   | Lagos Open, Lagos                                                  | Cemento     | Rutuja Bhosale               | Sandra Samir Prarthana Thombare                | 4–6, 6–4, [10–7]     |
| 36. | 19 ottobre 2019   | Lagos Open, Lagos                                                  | Cemento     | Rutuja Bhosale               | Sandra Samir Prarthana Thombare                | 6–3, 6(3)–7, [10–6]  |
| 37. | 18 gennaio 2020   | Oracle Pro Series Malibu, Malibù                                   | Cemento     | Rosalie van der Hoek         | Astrid Wanja Brune Olsen Anastasia Iamachkine  | 6–4, 7–6(4)          |
| 38. | 25 gennaio 2020   | Open Féminin de la Ville de Petit-Bourg, Petit-Bourg               | Cemento     | Rosalie van der Hoek         | Mylène Halemai Manon Léonard                   | 6–2, 6–1             |
| 39. | 18 settembre 2021 | Open Medellin, Medellín                                            | Terra rossa | María Herazo González        | Rasheeda McAdoo Victoria Rodríguez             | 6–2, 7–5             |
| 40. | 16 ottobre 2021   | Dove Men Care Legion Sudamericana, Lima                            | Terra rossa | María Carlé                  | María Paulina Pérez Jessica Plazas             | 6–1, 6–1             |
| 41. | 13 novembre 2021  | Dove Men Care Legión, Aparecida de Goiânia                         | Terra rossa | Anna Sisková                 | Merel Hoedt Luisa Meyer                        | 6–2, 7–6(5)          |
| 42. | 4 maggio 2024     | Wiesbaden Tennis Open, Wiesbaden                                   | Terra rossa | Samantha Murray Sharan       | Himeno Sakatsume Anita Wagner                  | 7-5, 6-2             |
| 43. | 17 maggio 2024    | Zagreb Ladies Open, Zagabria                                       | Terra rossa | Céline Naef                  | Emily Appleton Prarthana Thombare              | 4-6, 6-1, [10-8]     |

#### Sconfitte (25)
| Torneo $100.000 (0) |
| Torneo $80.000 (2)  |
| Torneo $75.000 (0)  |
| Torneo $60.000 (3)  |
| Torneo $50.000 (0)  |
| Torneo $40.000 (0)  |
| Torneo $25.000 (11) |
| Torneo $15.000 (1)  |
| Torneo $10.000 (8)  |

| N.  | Data              | Torneo                                                           | Superficie  | Compagna             | Avversarie in finale                             | Punteggio           |
| 1.  | 5 maggio 2012     | Circuito Localiza de Tênis Feminino, São José dos Campos         | Terra rossa | Carla Forte          | María Álvarez Terán Gabriela Paz                 | 0–6, 3–6            |
| 2.  | 16 marzo 2013     | Abierto La Asuncion Femenil ITF, Metepec                         | Cemento     | Marcela Zacarías     | Macall Harkins Nicole Rottmann                   | 3–6, 2–6            |
| 3.  | 8 aprile 2013     | ITF Women's La Marsa, La Marsa                                   | Terra rossa | Danka Kovinić        | Réka Luca Jani Eugenija Paškova                  | 3–6, 6–4, [5–10]    |
| 4.  | 20 aprile 2013    | Jolie Ville Golf Women's, Sharm el-Sheikh                        | Cemento     | Ol'ga Dorošina       | Olga Brózda Natalia Kołat                        | 3–6, 1–6            |
| 5.  | 27 aprile 2013    | Jolie Ville Golf Women's, Sharm el-Sheikh                        | Cemento     | Ol'ga Dorošina       | Elena-Teodora Cadar Arabela Fernández Rabener    | 4–6, 3–6            |
| 6.  | 27 luglio 2013    | ITF Women's Circuit São José dos Campos, São José dos Campos     | Terra rossa | Carolina Zeballos    | Victoria Bosio Daniela Schippers                 | 5–7, 4–6            |
| 7.  | 28 ottobre 2013   | ITF Women's Circuit Caracas, Caracas                             | Cemento     | Florencia Molinero   | Verónica Cepede Royg Adriana Pérez               | 3–6, 3–6            |
| 8.  | 30 gennaio 2015   | Open Féminin de la Ville de Petit-Bourg, Petit-Bourg             | Cemento     | María Álvarez Terán  | Ayan Broomfield Marie-Alexandre Leduc            | 6–2, 4–6, [8–10]    |
| 9.  | 15 marzo 2015     | Mundial de Tênis de Campos do Jordão, Campos do Jordão           | Terra rossa | Gabriela Cé          | Carolina Meligeni Rodrigues Alves Victoria Bosio | 6(3)–7, 4–6         |
| 10. | 29 agosto 2015    | ITF San Luis Open Club Libanes, San Luis Potosí                  | Cemento     | Maria Fernanda Alves | Montserrat González Ana Sofía Sánchez            | 6–4, 3–6, [8–10]    |
| 11. | 4 dicembre 2015   | Copa Providencia BCI, Santiago del Cile                          | Terra rossa | Florencia Molinero   | Victoria Rodríguez Renata Zarazúa                | 2–6, 7–5, [7–10]    |
| 12. | 18 gennaio 2016   | Circuito Feminino Future de Tênis, Guarujá                       | Cemento     | Jil Teichmann        | Paula Cristina Gonçalves Beatriz Haddad Maia     | 7–6(3), 5–7, [7–10] |
| 13. | 17 giugno 2016    | Pavlov Cup, Minsk                                                | Terra rossa | Ulrikke Eikeri       | Valentini Grammatikopoulou Anna Kalinskaja       | 6–4, 1–6, [2–10]    |
| 14. | 9 dicembre 2016   | Circuito WTA Castellon Spain, Nules                              | Terra rossa | Oleksandra Korašvili | Charlotte Römer Olga Sáez Larra                  | 4–6, 2–6            |
| 15. | 3 marzo 2017      | Circuito Feminino Future de Tênis, Curitiba                      | Terra rossa | Jil Teichmann        | Gabriela Cé Andrea Gámiz                         | 6–4, 2–6, [2–10]    |
| 16. | 16 aprile 2017    | Revolution Technologies Pro Tennis Classic, Indian Harbour Beach | Terra verde | Renata Zarazúa       | Kristie Ahn Quinn Gleason                        | 3–6, 2–6            |
| 17. | 25 giugno 2017    | Open GDF SUEZ Montpellier, Montpellier                           | Terra rossa | Victoria Rodríguez   | Momoko Kobori Ayano Shimizu                      | 3–6, 6–4, [7–10]    |
| 18. | 8 settembre 2018  | Montreux Ladies Open, Montreux                                   | Terra rossa | Maryna Zanevs'ka     | Andreea Mitu Elena-Gabriela Ruse                 | 6–4, 3–6, [4–10]    |
| 19. | 22 giugno 2019    | Figueira da Foz International Ladies Open, Figueira da Foz       | Cemento     | Moyuka Uchijima      | Francisca Jorge Olga Parres Azcoitia             | 4–6, 6–4, [9–11]    |
| 20. | 17 luglio 2021    | President's Cup, Nur-Sultan                                      | Cemento     | Evgenija Levašova    | Alina Čaraeva Marija Timofeeva                   | 6(5)–7, 6–2, [6–10] |
| 21. | 27 agosto 2021    | Torneo Internacional Femenino Ciudad de Vigo, Vigo               | Cemento     | Conny Perrin         | Alicia Barnett Olivia Gadecki                    | 3–6, 2–6            |
| 22. | 24 settembre 2021 | Open Ciudad de Valencia, Valencia                                | Terra rossa | Ekaterine Gorgodze   | Aliona Bolsova Andrea Gámiz                      | 3–6, 4–6            |
| 23. | 19 marzo 2022     | Copa BNP Paribas, Anapoima                                       | Terra rossa | María Carlé          | Ylena In-Albon Réka Luca Jani                    | 6–1, 3–6, [7–10]    |
| 24. | 26 marzo 2022     | Dove Men Care, Medellín                                          | Terra rossa | María Carlé          | Conny Perrin Daniela Seguel                      | 2–6, 7–5, [8–10]    |
| 25. | 21 giugno 2025    | Internationaux de Tennis de Blois, Blois                         | Terra rossa | Ángela Fita Boluda   | Cho I-hsuan Cho Yi-tsen                          | 5–7, 6–4, [5–10]    |